# Президент Чорногорії

Штандарт Президента Чорногорії на морі

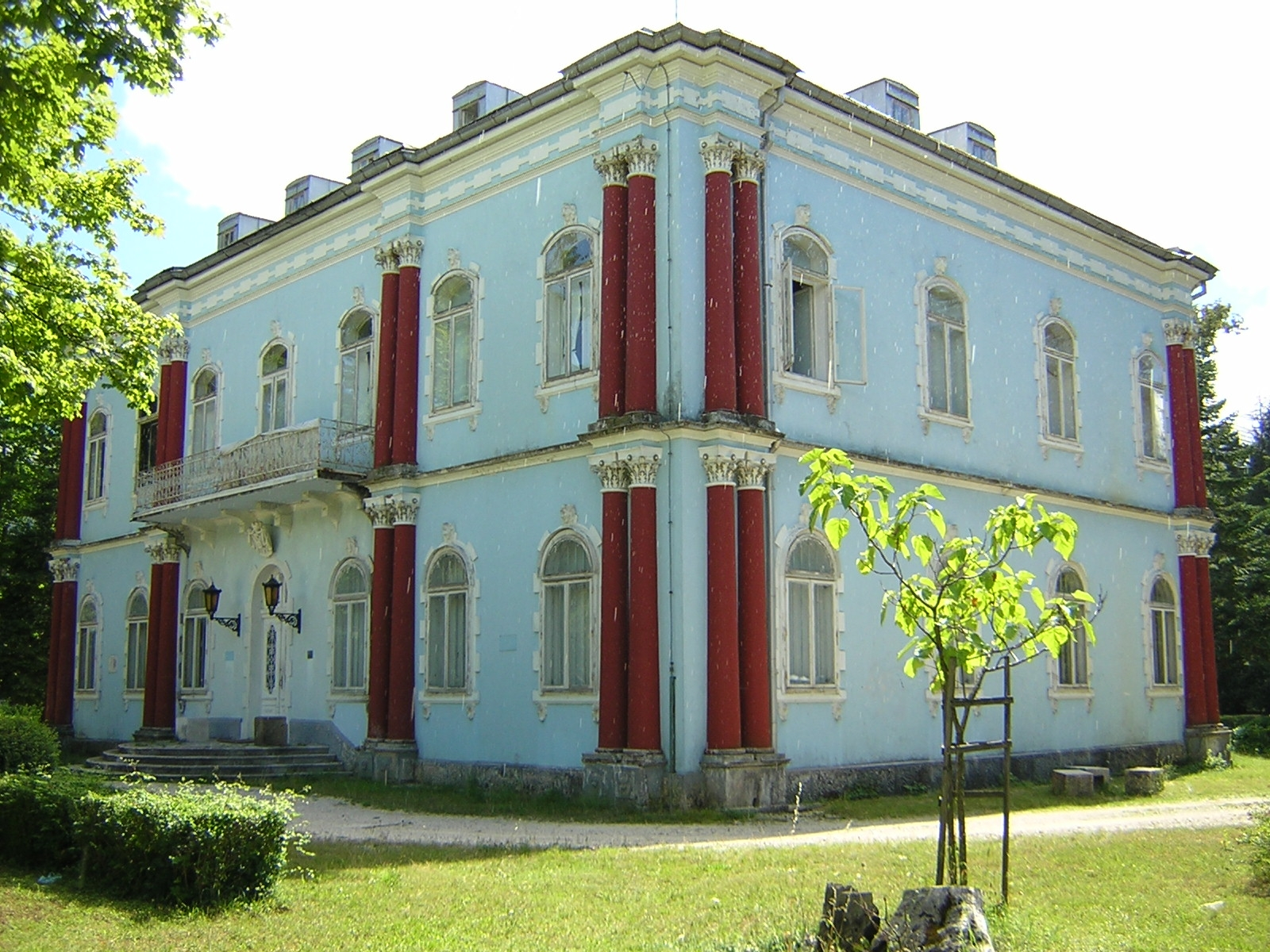
«Блакитний палац» — офіційна резиденція Президента Чорногорії

Президент Чорногорії (чорн. Predśednik Crne Gore / Предс́едник Црне Горе) — глава виконавчої влади в Чорногорії. Чинним президентом є Яков Мілатович з 20 травня 2023 року.

## Історія
Вперше посада президента в Чорногорії з'явилася в грудні 1990 року, як голови союзної республіки у складі Соціалістичної Федеративної Республіки Югославії (СФРЮ). У 1992 році від СФСЮ відпадають майже всі союзні республіки, залишаються в складі лише Сербія і Чорногорія. Президент Чорногорії очолював одну з двох республік які складали Союзну республіку Югославію (СРЮ). У 2003 році СРЮ перетворилася в конфедеративний Державний союз Сербії та Чорногорії. Після референдуму 21 травня 2006 року республіка Чорногорія стала незалежною.

## Список президентів
| №    | Президент       | Фотографія | Початок повноважень | Кінець повноважень | Партія                                                                                            |
| ---- | --------------- | ---------- | ------------------- | ------------------ | ------------------------------------------------------------------------------------------------- |
| 1    | Момір Булатович |            | 23 грудня 1990      | 15 січня 1998      | Комуністична партія Чорногорії (до 1991 року) Демократична партія соціалістів Чорногорії (з 1991) |
| 2    | Міло Джуканович |            | 15 січня 1998       | 25 листопада 2002  | Демократична партія соціалістів Чорногорії                                                        |
| в.о. | Філіп Вуянович  |            | 25 листопада 2002   | 19 травня 2003     | Демократична партія соціалістів Чорногорії                                                        |
| в.о. | Ріфат Растодер  |            | 19 травня 2003      | 22 травня 2003     | Соціал-демократична партія Чорногорії                                                             |
| в.о. | Драган Куйович  |            | 19 травня 2003      | 22 травня 2003     | Демократична партія соціалістів Чорногорії                                                        |
| 3    | Філіп Вуянович  |            | 22 травня 2003      | 20 травня 2018     | Демократична партія соціалістів Чорногорії                                                        |
| 4    | Мило Джуканович |            | 20 травня 2018      | 20 травня 2023     | Демократична партія соціалістів Чорногорії                                                        |
| 5    | Яков Мілатович  |            | 20 травня 2023      |                    | Європа зараз!                                                                                     |